# Sabata (fonamentació)

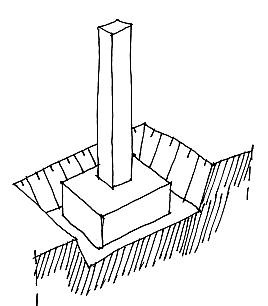
Una sabata

La sabata és un element de la fonamentació superficial dimensionat de manera que les tensions de tracció resultants resistisquen mitjançant una armadura disposada per a tal fi, i es produeix amb formigó armat.
La fonamentació superficial és també anomenada rasa o directa. Es defineix com: "element de fonamentació en què la càrrega és transmesa al terreny per les tensions distribuïdes sota la base de la fonamentació, i la profunditat d'assentament en relació al terreny adjacent a la fonamentació és inferior a dues vegades la menor dimensió de la fonamentació." Pel que fa al dimensionament, les fundacions superficials han de ser definides amb dimensionament geomètric i càlcul estructural.
La sabata és armada només a la part inferior (en què hi ha tracció). Cal no confondre-la amb "bloc de fonamentació", que té la funció d'unir estaques o de resistir esforços de flexió, mentre que la sabata té la funció de transmetre els esforços generats per l'edificació per al sòl. Les sabates aïllades són elements amb forces de compressió que no depenen del formigó armat, sinó de l'acer.

## Definicions
Les sabates són bàsicament de quatre tipus: aïllada, correguda, associada o combinada, i en palanca.
- Aïllada: transmet els esforços d'un únic pilar; pot tenir formes diferents: rectangular, quadrada, circular, etc.
- Correguda: subjecta a l'acció d'una càrrega distribuïda linealment o amb pilars al llarg d'un mateix alineament.
- Associada: sabata comuna de més d'un pilar, també anomenada combinada o conjunta. Transmeten sol·licituds de dos o més pilars no lineals i s'utilitza com a alternativa quan la distància entre dues o més sabates és petita.[3][4]
- En palanca: s'usa una biga d'equilibri per a suportar les càrregues del moment flector generat quan el centre de gravetat del pilar no coincideix pas amb el del bloc.[5]